# سويانات
السويانات (الاسم العلمي:Cyanidiaceae) هي فصيلة من الطحالب الحمراء تتبع رتبة السويانيات من الطائفة السويانانية.

## التصنيف
- جنس السويان
  - نوع السويان الساخن
  - نوع السويان الكبير